# 一蓮寺
一蓮寺（いちれんじ）は、山梨県甲府市太田町に所在する寺院。時宗系寺院（単立）で、山号は稲久山。一条道場。

## 立地と歴史的景観
山梨県・甲府盆地の中央部に位置する。甲府市街地南部に位置し、中心市街地から南に至る遊亀通り沿いに所在する。
現在地は甲府市太田町であるが、旧地は現在の甲府城跡所在する甲府市中央二丁目にあたり、一条小山と呼ばれる独立丘陵上に立地していた。一条小山は愛宕山と一体の丘陵であったが、荒川・相川など河川による侵食で独立丘陵化した地形であると考えられている。現在の甲府市中心市街地からは古墳時代の縄文時代から古墳時代の遺物も見られるものの、洪水被害を受けやすい盆地底部にあたり、定住は遅れていたと考えられている。

## 歴史

### 一蓮寺の創建
平安時代後期には常陸国から源義清・清光子孫が盆地各地に土着し甲斐源氏の勢力として広まり、盆地中央から北西部は甲斐源氏の惣領である武田信義とその子孫である一条忠頼や板垣兼信、武田有義らが土着した。『吾妻鏡』に拠れば信義ら甲斐源氏の一族は治承・寿永の乱において活躍し源頼朝の鎌倉幕府創設に参画するが、やがて頼朝の粛清を受け衰微する。
甲斐源氏の一族は源氏氏神である八幡信仰をはじめ仏教を信仰し、鎌倉期には時宗や日蓮宗、禅宗など新仏教にも帰依しており、山梨県内には願成寺や大聖寺、放光寺や法善寺など甲斐源氏一族に関係する諸寺院や諸仏が分布している。
一蓮寺の前身は一条忠頼の居館で、忠頼は源頼朝より謀殺されたと言われ、一蓮寺は忠頼夫人が菩提を弔うために建立された尼寺であったという（『甲斐国志』）。

### 中世の一蓮寺
鎌倉時代に一遍が創始した時宗は他阿真教により甲斐国においても教化され、他阿の廻国途上に一蓮寺をはじめ称願寺（笛吹市御坂町）、西念寺（富士吉田市）、長泉寺（北杜市須玉町）などの地域的拠点寺院が成立する。武田信義の子で甲斐守護の信光子孫の一条時信は時宗二世の他阿真教に帰依し、時信弟の宗信（法阿弥陀仏朔日）は真教の弟子となり、正和元年（1312年）に時宗道場に改宗され一蓮寺が創建されたという（『甲斐国志』）。鎌倉・室町期には一蓮寺を中心とする門前町が形成された
時宗の僧は戦場における死者の回向や軍使、死体処理など陣僧としての役割を果たし、『太平記』に拠れば南北朝期の観応の擾乱においては、時宗に帰依していたとされる高師冬が須沢城（南アルプス市大嵐）において上杉憲顕と戦った際には一蓮寺の陣僧が随行していたという。
戦国期には守護武田氏による国内統一が進み、武田信虎期の永正16年（1519年）8月には川田館（笛吹市石和町）から甲府に守護所が移転され、躑躅ヶ崎館（甲府市武田）を本拠とする城下町が形成された。一蓮寺が所在する一条小山は武田城下町の南端にあたり、武田氏は大永4年（1524年）6月16日に城下町周縁の要害山城や湯村山城とともに一条小山にも府中防備のための砦が築かれ、一蓮寺は一条小山の山麓に移転された（『高白斎記』）。
武田氏による城下町整備により、一蓮寺や城下東部の甲斐善光寺（甲府市善光寺）の門前町は武田城下町に内包された。晴信（信玄）期には一蓮寺において、京都から下向した公家を招いての和歌会も行われている。

### 近世の一蓮寺
近世には武田氏の滅亡後、甲斐を統治した徳川氏や豊臣系大名により一条小山に甲府城が築城され、一蓮寺は現在の甲府市太田町に移転する。甲府城跡の発掘調査においては墓石や石臼など寺院に関係すると見られる遺物も出土している。
近世・江戸時代には甲府城を中心とした新府中が形成され、甲府城東には三ノ堀で囲郭された町人地（下府中）が形成された。下府中南には一蓮寺や光沢寺、日蓮宗寺院の信立寺などの寺院が立ち並ぶ寺内町で、近接する緑町には江戸後期には芝居小屋である亀屋座が設置され、甲府城下の周縁部に位置しており、嘉永7年（1854年）に刊行された甲府城下の商工名鑑である『甲府買物独案内』冒頭に掲載されている「甲府繁盛之図」においては遠景に一蓮寺の本堂が描かれている。
近世には本山である清浄光寺の末寺として甲斐における拠点寺院となり、末寺20、塔頭20を抱えていた。近世には一蓮寺住職が入院する際には住吉明神（甲府市住吉）の神主が案内を務める古例があったという。文化年間には本堂が焼失する。

### 近現代の一蓮寺
現在の一蓮寺に隣接する遊亀公園は1874年（明治7年）に旧境内地が山梨県に移管されて整備された公園で、園内には一蓮寺の摂社である正木稲荷神社などが存在し、動物園（現在の甲府市遊亀公園附属動物園）も開園した。1877年（明治9年）11月に一蓮寺において山梨県会が開催され、県令の藤村紫朗や戸区長らの議員が集い、本堂において議事が行われた。
1945年（昭和20年）7月6日 - 7月7日には甲府空襲により甲府市街は焼失し、本堂もこのときに焼失して、戦後に再建されている。『一蓮寺過去帳』や「釈迦如来十八羅漢像」などの寺宝をはじめ一蓮寺文書などを所蔵している。
1981年（昭和56年）に甲府市伊勢において子院である廃般舟院跡地から南北朝から近世期の五輪塔70基、宝篋印塔6塔などの石造物が出土し（廃般舟院跡地出土墓石群）、現在は一蓮寺境内に移転されている。

## 稲積神社

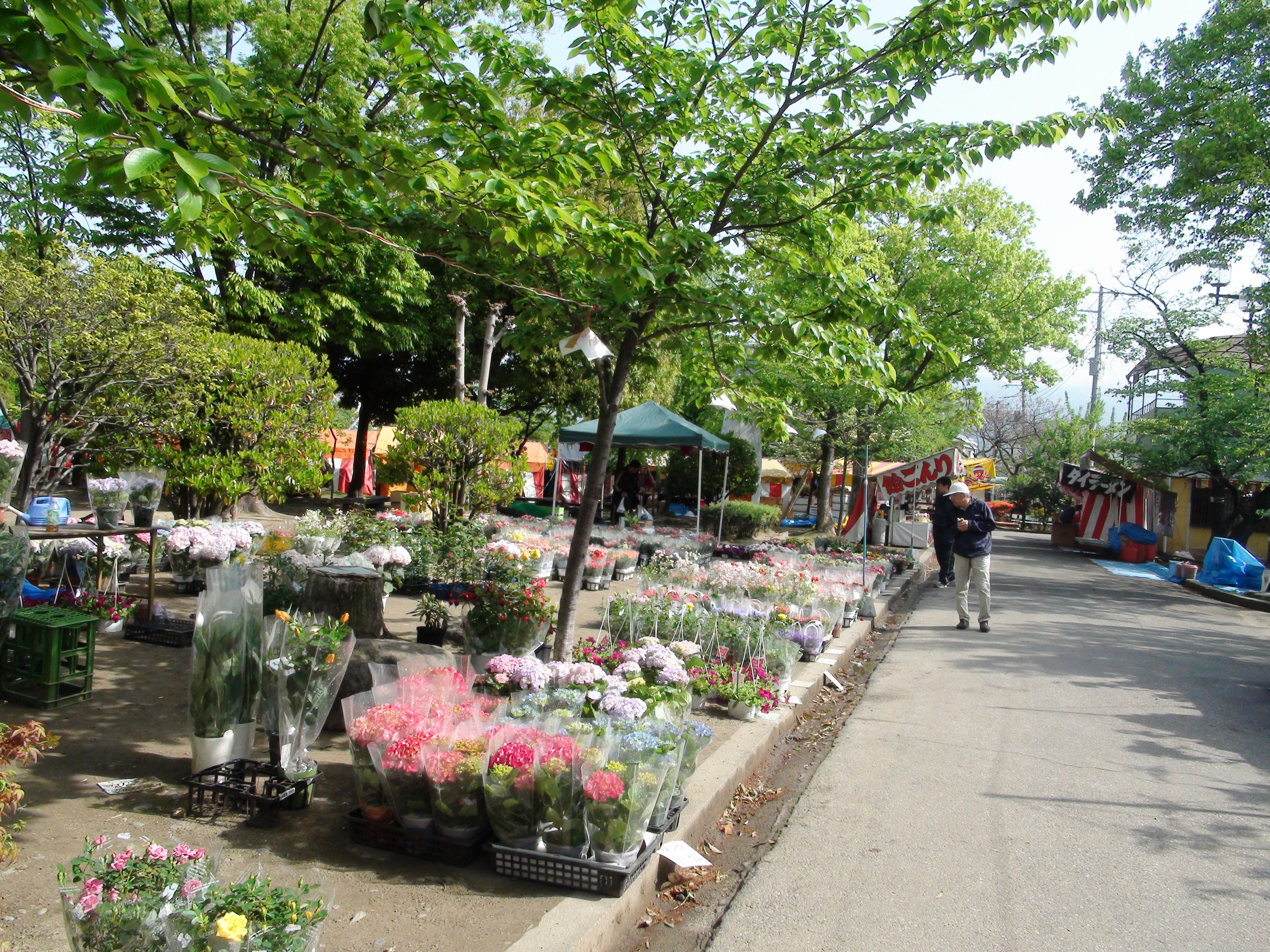
正の木祭りで売られる苗木（2011年5月4日撮影）

一蓮寺の南には稲積神社（庄城稲荷）が所在し、本来は一蓮寺や般舟院とともに一条小山に所在し、一蓮寺の移転に伴い現在地に遷った。稲積神社は甲斐源氏の氏神として信仰されており、1868年（明治元年）の神仏分離に伴い正木稲荷明神として独立した。毎年5月には例大祭である正ノ木祭が開催されている。

## 一蓮寺を描いた絵画
江戸後期に浮世絵師の歌川国芳が正木稲荷を背景に大判三昧続きの「甲州一蓮寺地内 正木稲荷之略図」を描いている。山梨県内に所在する伝本では「甲州文庫」本（山梨県立博物館所蔵）ほか二点の個人所蔵本があり、昭和戦前期には野口二郎、戦後には上野晴朗、石川博らが紹介している。個人所蔵本の一種では署名は「一勇斎国芳」、出版は地本問屋の和泉屋市兵衛、「村松」「吉村」の改印（名主双印）があり、発行時期は弘化4年（1848年）から嘉永5年（1851年）の間に推定されている。国芳は同年に甲斐国を訪れているとも考えられている。
三図それぞれに一人ずつの女性が描かれており、中央の女性は派手な振り袖姿。左図の女性は木瓜紋の着物姿で右を向け、右手を胸に当て、左手に手ぬぐいを持っている。手ぬぐいには「村田」と記され、『甲府買物独案内』に拠れば甲府城下には出版商の村田屋孝太郎ほか煙草商の村田屋が存在しており、関連が指摘される。なお、弘化4年（1847年）から嘉永5年（1852年）の間に出版された甲府城下の名所・甲斐善光寺（甲府市善光寺）を描いた浮世絵に三代歌川豊国「甲州善光寺境内之図初午」があり、こちらにも「村田氏」の文字が見られる。豊国は村田屋孝太郎と交流があり、安政以前に甲府を訪れたという。背景には幟（のぼり）や火の見櫓が立つ町並みが描かれ、左側には亀屋座と思われる芝居小屋が、右側には緑町（甲府市若松町）と柳町（甲府市中央）の境に流れる濁川を架橋する緑橋が描かれている。その背後に冠雪した富士山が描かれている。画面左には和歌が記され、画面右に描かれた橋の上方には「みどりばし」と記されている。
右図の女性は縦縞の着物姿で左向き、左手に煙草入れ、右手に煙管を持っている。その背景には赤い鳥居が連なった光景が描かれており、正木稲荷であると見られている。中央図の女性は花柄の振袖姿で、左を向き左手で右を指している。背景には一蓮寺境内が描かれており、左側には和歌が記されている。
中央図の和歌は甲州文庫本・個人所蔵の二種で同様であるが、左図の和歌のみが甲州文庫本と個人所蔵本一種で異なっている。中央図の和歌は三首とも「正木納涼 水無月の照る日もすゝし時しらぬ富士の影うくはちす葉のいけ 吉岡舎」。水無月は現在の6月頃に相当し、「時しらぬ富士」は富士に季節外れの雪が積もっていることを意味し、『伊勢物語』の和歌「時しらぬ山は富士の峰 いつとてか鹿の子まだらに雪はふるらむ」の文句取り。「蓮（はちす）は一蓮寺の池を暗示していることが指摘される。『裏見寒話』では一蓮寺の旧地である甲府城の堀に富士が映ったとする伝承を記している。
左図の和歌は甲州文庫本では「芝居之遠景 狂言の太鼓のおともするがはし日の見櫓といつれ高けん 紙廻屋」、個人所蔵本一種では「大御代のなかきためしもするかはし柳緑と町はつゝきて 紙の屋」と異なる内容を記しているが、作者の「紙の屋」と「するがはし（駿河橋）」の語句が詠まれている点が共通する。作者の「紙の屋」については不詳。甲府城下における「駿河橋」は天保10年（1839年）「駿河橋御掛替修復手当積金帳預り覚」（頼生文庫）に所見があるが、位置など詳細は不明。
三種の図のうち、甲州文庫本と個人所蔵本一種では左図の女性の着物の縞模様が甲州文庫本では粗雑であることが指摘されるが、一方で個人所蔵本一種では改印・商標の枠が欠損している。図像・和歌の内容の比較から二種の前後関係は不明。

## 文化財

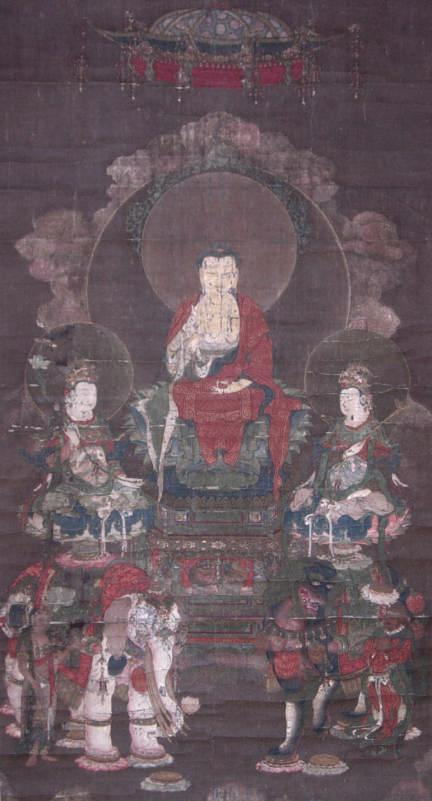
釈迦三尊十八羅漢像 3幅のうち中幅

### 重要文化財
- 絹本著色釈迦三尊十八羅漢像 3幅 - 平成22年6月29日指定[10]

鎌倉時代の作。寸法は中幅が縦107.8センチ、横57.6センチ。左幅は縦105.9センチ、横57.0センチ。右幅は縦105.4センチ、横56.9センチ。
中幅には蓮華座に結跏趺坐（けっかふざ）する釈迦如来、騎獅の文殊菩薩、騎象の普賢菩薩が描かれている。左右幅には9体ずつの羅漢が配されている。釈迦如来は赤い法衣に長い爪の指で施無畏印を結び、像容は静嘉堂文庫の釈迦像に似ていることが指摘される。文殊は右手に如意を、普賢は経冊を載せた蓮花を持ち、建長寺（神奈川県鎌倉市）の釈迦三尊像に似ていることが指摘される。三尊には従者が二人付き従う。羅漢は鹿王院（京都府京都市）の釈迦三尊十八羅漢像に共通することが指摘されている。釈迦如来の頭上には天蓋があり、光背後部には五色の雲が沸き立つ。釈迦の頭光上に青い炎が描かれている点が特徴とされる。
本図は鎌倉時代に請来された中国宋元画と考えられていたが、阿弥陀像の肉身に金泥を多用する技法などは中国の作品にはみられないところであり、南宋の仏画を祖本として、鎌倉時代に日本で制作されたものと考えられている。

### 山梨県指定有形文化財

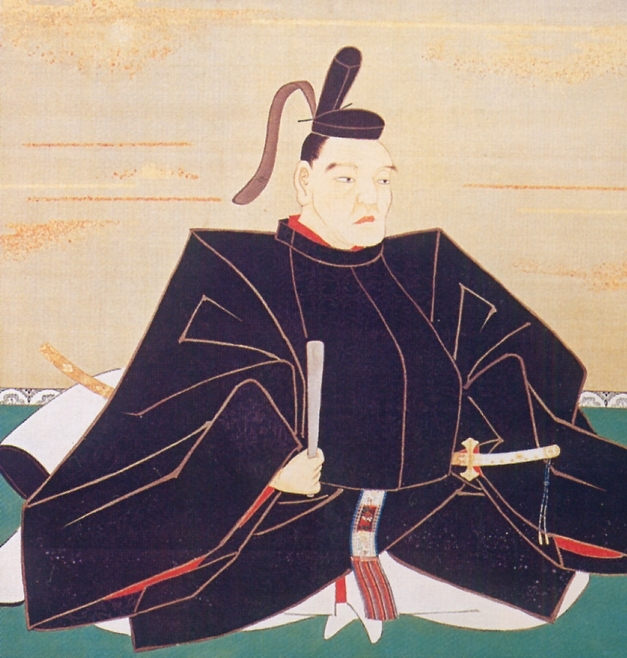
柳沢吉保像（部分）

- 紙本著色渡唐天神像

戦国時代の渡唐天神像。伝武田信玄筆、鉄山宗鈍賛。寸法は縦121.9cm、横49.7 cm。正面を向き両袖を前に合わせ、右手には梅の枝を携えた典型的な図像。頭巾や衣服には金泥で唐草文が描かれ、緑地には青梅波の文様が描かれている。画面上部の賛文に拠れば本図は武田家に伝来したもので、戦国期に武田信玄が模写し、一蓮寺に寄進したという。室町時代の応永29年（1422年）に甲斐守護武田信重が惟肖得巖など五山の僧に賛を依頼し、賛文の上三段は元図にあったものを筆写している。
- 絹本著色柳沢吉保像

甲斐国主・柳沢吉保の肖像。絹本着色。寸法は縦140.8 cm、横92.8 cm。奥絵師・狩野常信による筆。画面左上に印「吉保」「羽林次将」がある。柳沢吉保の公用日記『楽只堂年録』（らくしどうねんろく）元禄16年（1702年）条に拠れば、吉保は元禄15年（1701年）に三幅の吉保肖像を作成し、本像はそのうちの一幅目にあたる。ほかに韮崎市清哲町青木の常光寺、奈良県大和郡山市（旧地は甲府市岩窪町）の永慶寺に伝来した三像があり、いずれも吉保自身が着賛したという。
本像をはじめ吉保の肖像は、正徳4年（1714年）の吉保没後に吉保子息・吉里によりゆかりの寺院に奉納された。『楽只堂年録』によれば、一蓮寺には本像とともに「勧修作福念仏図説」と目録が奉納されたとしているが、これは伝存していない。
作者は木挽町家の狩野常信で、狩野派の実力者として柳沢家からも多くの依頼を受けている。吉保正室・曽雌定子の菩提寺である真光院には本像を模した縮図が伝来していたという。
黒袍の束帯姿で高麗縁の上畳に座し、右手に笏を持ち、左腰に太刀を佩く。前には黒漆若松文の文机があり、上には青表紙に金泥で梅と小禽が描かれた『古今和歌集』が置かれている。吉保による賛文では霊元上皇により秀作と評された和歌二首「あらしふく 生駒の山の 秋の雲 くもりみはれみ 月そふけゆく」「朝日影 さらすてつくり つゆちりて かきねにみたす 玉河のさと」を記している。元禄16年『和歌百首 霊元院加点』（柳沢文庫所蔵）では霊元上皇が添削した吉保の詠歌百首が記されており、一蓮寺像の二首には二重の合点が付せられている。同本には公家の正親町公通の吉保宛所蔵が付属し、吉保が政務のなか和歌に励んだことを霊元上皇が評価していたことを記している。
本像は常光寺本と同一の図像であり、同一の粉本を使用されたことが指摘される。両者を比較すると、常光寺は甲斐源氏・一条時信の後裔とされる武川衆・青木氏の菩提寺で、常光寺本では吉保の前に軍令の文書が置かれ、賛文は『史記』高祖本紀から引用された漢詩が記されており、吉保が甲斐源氏の後裔であることを強調した武家的な肖像であることが指摘される。対して一蓮寺は甲斐源氏ゆかりの寺であると同時に連歌が盛んであった寺であることから、吉保と和歌の関わりを示す肖像であることが指摘される。
- 絹本著色束帯天神像
- 絹本著名柿本人麻呂像
- 一蓮寺過去帳 - 昭和58年12月26日指定

南北朝期から江戸時代に至る古過去帳。紙本墨書で折り本。寸法は縦29.4 cm、横10.2 cm。僧帳・尼帳・新帳の三帖から成り、僧帳は創建から寛永11年（1634年）までの男性宗徒、尼帳は創建から寛文3年（1663年）までの女性宗徒、新帳は僧帳・尼帳以降宝永2年（1705年）までの男女宗徒について、それぞれ法名（阿号）や没年月日、俗名や肩書き、居住地などの情報が記録されている。
僧帳・尼帳は室町期に7代住職の法阿弥陀仏（甲斐守護武田信春子）により作成されたと考えられており、甲斐武田氏の人物は伝存していない系譜資料を元に作成されたと考えられているため系譜研究にも活用されており、楯無鎧の承伝順位を記している点も注目される。また職能民史や女性史など多方面で注目されている。
『甲斐叢書』第八巻、『山梨県史』資料編6上、『藤沢市史』などに収録。

### 甲府市指定有形文化財
- 絹本墨画不動明王図

南北朝時代（14世紀）の絵画。寸法は縦100.0 cm、横41.4 cm。武田氏に出自を持つ禅僧・龍湫周沢（りゅうしゅうしゅうたく）の作。龍湫周沢は甲斐に生まれ夢窓疎石に参じ、恵林寺（甲州市塩山小屋敷）の十代住職となる。後に上京し、建仁寺・天龍寺の住職となる。龍湫周沢は鎌倉時代に詫間派の絵画を学び、「妙沢」と称して不動明王像を多く描いたという。本像は箱蓋裏の墨書によれば、一蓮寺の二十八代住職の頃に奥野浄貞遺族により寄進されたものであるという。
- 絹本著色阿弥陀三尊来迎図
- 絹本著色阿弥陀三尊来迎図
- 絹本著色釈迦如来十八羅漢像
- 廃般舟院墓石群外出土品一式

1981年（昭和56年）に境内の水道工事に際して、一蓮寺の子院般舟院跡地（廃般舟院遺跡）から出土した五輪塔・宝篋印塔群。いずれも銘文から般舟院に伝来したものと判断され、同じ中世期の石造物は一蓮寺境内に現存する阿弥陀如来像・地蔵菩薩像や旧地の一条小山から出土した五輪塔・宝篋印塔・石仏が存在している。現在は一蓮寺境内において管理されている。
1994年に本堂の一角に宝物館「遊故館」が開設された。事前申し込みにより見学が可能。